# Всесвітня література в школах України
«Всесвітня література в школах України» — всеукраїнський науково-методичний журнал для вчителів та викладачів закордонної літератури. Висвітлює актуальні проблеми сучасної шкільної літературної освіти, теоретико-методичні питання, шляхи осягнення художнього тексту й духовного становлення особистості.

## Історія видання
Заснований Міністерством освіти й науки України та видавництвом «Педагогічна преса» у Києві 1976 року під назвою: «Русский язык и литература в средних учебных заведениях Украины». З 1993 року по 1996 рік мав назву «Відродження», «Всесвітня література в середніх навчальних закладах України», «Всесвітня література в сучасній школі». З липня 2013 р. — «Всесвітня література в школах України».

## Загальна інформація
Свідоцтво про державну реєстрацію КВ № 20008 – 9808Р від 25.06.2013 р.
Передплатний індекс 68829 
Виходить 6 разів на рік.

## Головний редактор
Головний редактор часопису з 2009 року — Тамара Михайлівна Гревцева.
Від 1983 по 2009 — головний редактор Ігор Якович Ненько.

## Основні рубрики
«Нова школа: практика, проблеми», «Методика, пошук, досвід», «Наука – школі», «Питання філології», «Російська мова в школах України».